# Conn Findlay
Francis Conn Finflay (Stockton, Kalifornia, 1930. április 24. – San Mateo, Kalifornia, 2021. április 8.) olimpiai bajnok amerikai evezős, vitorlázó.

## Pályafutása
Négy olimpián vett részt. Háromszor evezésben, egyszer vitorlázásban állt rajthoz. Minden alkalommal érmet szerzett. Kormányos kettesben 1956-ban és 1964-ben arany-, 1960-ban bronzérmet nyert. Az 1976-os montréali olimpián Dennis Connerrel vitorlázásban indult és Tempest hajóosztályban bronzérmet szereztek.

## Sikerei, díjai
- Olimpiai játékok – evezés (kormányos kettes)
  - aranyérmes (2): 1956, Melbourne, 1964, Tokió
  - bronzérmes: 1960, Róma
- Olimpiai játékok – vitorlázás (Tempest)
  - bronzérmes: 1976, Montréal